# Habenaria gonzaleztamayoi
Habenaria gonzaleztamayoi là một loài thực vật có hoa trong họ Lan. Loài này được García-Cruz, R.Jiménez & L.Sánchez mô tả khoa học đầu tiên năm 2000.